# Santa Maria del Castell de Gósol
L'església de Santa Maria del Castell de Gósol es troba dins l'antic recinte fortificat i al costat de ponent de l'esplanada on sembla que hi hauria hagut el castell, en mig de les cases de la vila vella.

## Història
L'església de Santa Maria del Castell de Gósol és situada dins els límits del comtat d'Urgell a la vall de Gósol que més tard, ja en el segle xii, formà part dels territoris de la baronia de Pinós. Des de la seva construcció fou l'església del castell i parroquial. Eclesiàsticament depenia del bisbat de la Seu d'Urgell i com a tal s'esmenta en l'acta de consagració. Les notícies que permeten datar documentalment l'església corresponen a dues importants deixes testamentàries; una, de l'any 1010, consisteix en una deixa del comte Ermengol d'Urgell de cinc unces d'or per comprar llibres per a l'església de Santa Maria («...et ad Sancta Maria de Gosal uncias de auro ad libros emendos...»). L'altra deixa correspon a un senyor veí de Gósol, Arnald Miró de Tuixent que l'any 1082 cedí en el seu testament dos sous a Santa Maria de Gósol («...ad Sancta Maria de Gosal solidos .II...»). Possiblement aquestes deixes, sobretot la primera, podrien correspondre's amb els anys de construcció de l'església.

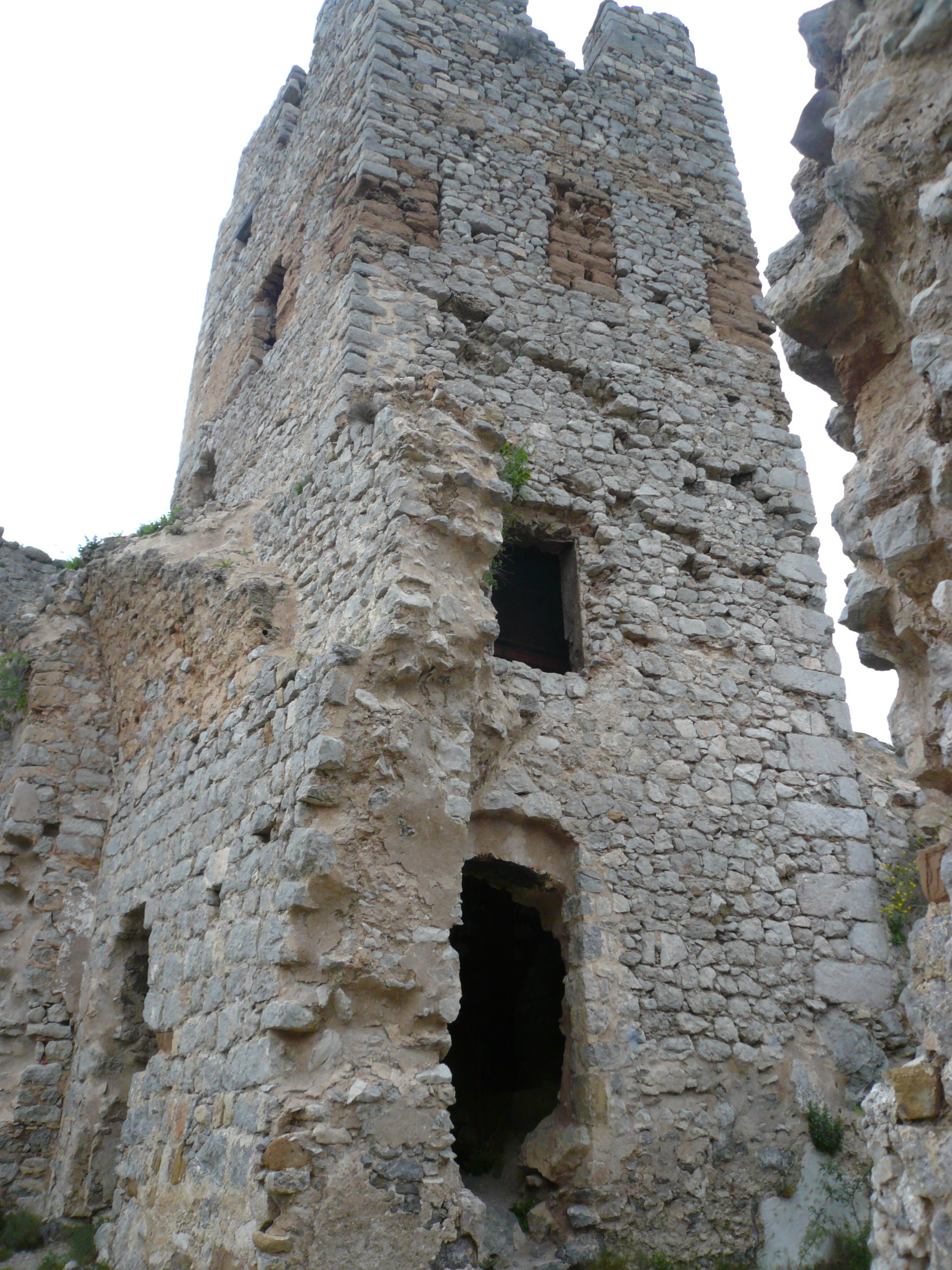
Torre que podria haver format part del castell i ser reutilitzada com a campanar (2007)

L'església fou sempre parroquial i aquest caràcter queda confirmat en la visita al deganat de Berga de l'any 1312. La dècima d'Urgell de l'any 1371 especifica que aquesta església pagava anualment quaranta-quatre sous. Es coneixen els diferents rectors al llarg del segle xiv. Bartomeu (1320), P. Solanes (1336), Pere Carpi (1350), Bartomeu Martí (1363) Bartomeu Companyó (1370-1382) Pere Fraumir (1396-1413). Entre els s. XVI i XVII no patí cap modificació però més tard s'hi afegiren unes capelles laterals, alguna obertura i una nova volta de creueria. El segle xviii tenia com a sufragànies les esglésies de Sant Andreu de l'Espà, la de Faners i les de Sant Vicenç de Moripol i de Santa Eulàlia de Bonner al terme del castell de Fraumir.
Va ser objecte d'una profunda consolidació l'any 1992, la qual cosa permet assegurar-ne la seva conservació.

## Arquitectura
Les restes, molt malmeses, es conserven a la part més alta de l'indret del castell, dins del recinte emmurallat. La seva planta, molt curiosa, és orientada al nord-oest amb la façana al sud-est, on s'obria la porta i hi havia un òcul al frontispici. No té absis i la nau consta de dos trams, el primer quadrat, cobert amb volta de creueria i el segon, rectangular, més ample, cobert amb volta de canó. La volta arrenca del mateix mur, sense arcs torals ni cornisses. El parament és de carreus de pedra calcària quadrats, disposats a trencapunt, combinats amb peces de gres rogenc en punts singulars. Aquesta construcció no sembla pas anterior a l'època gòtica.

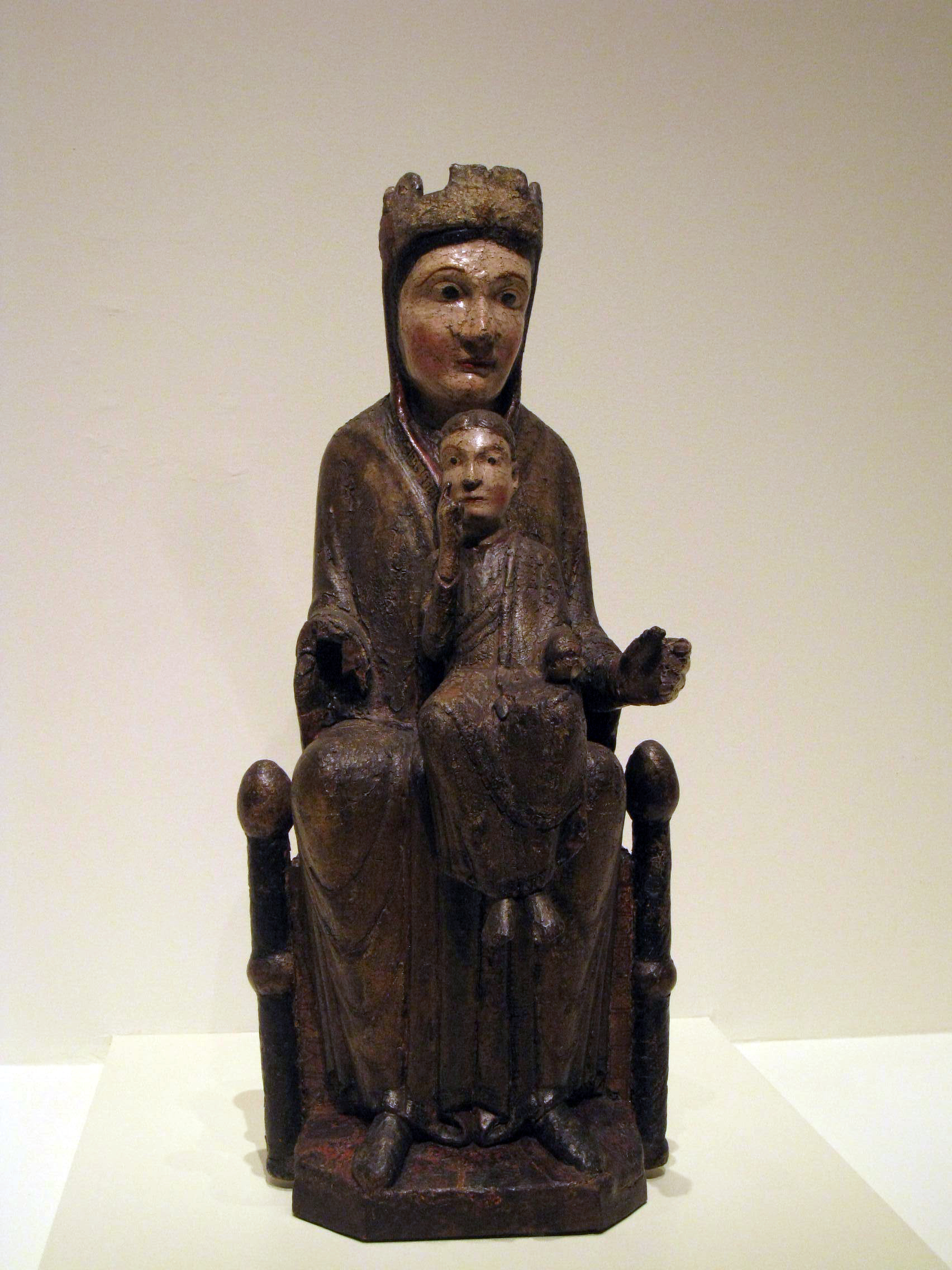
Imatge romànica de la Mare de Déu que procedeix de Santa Maria del castell de Gósol (MNAC 15.936) (2012)

Al cantó septentrional destaca una torre, que potser tingué alguna finalitat defensiva però que més aviat cal relacionar amb l'edifici religiós al qual sembla adossada i que ha sofert grans refeccions al llarg de la història. La planta de la torre és molt irregular i és lleugerament troncopiramidal. Les façanes nord i nord-oest conserven l'arrebossat fins a mitja alçada i la façana sud palesa unes discontinuïtats amb el mur de l'església que permet de suposar que l'obra de la torre és anterior a l'església, potser datable als segles XI o XII. A l'interior té unes mides de 412 X 405 cm i les parets tenen un gruix de 95 cm. S'hi observen restes de segurament quatre trespols. A part de la porta de peu pla hi ha una altra porta oberta a migjorn, cap a l'església, a nivell del segon pis i una tercera porta a nivell del tercer pis al costat nord. Les obertures foren tancades amb un arc que sembla de ferradura. En el seu estat present no es pot confirmar si la torre pertanyia al castell de Gósol i fou reutilitzada després com a campanar.

### Imatge de la Mare de Déu
De l'església de Santa Maria del Castell procedeix la talla de fusta policromada, datada de mitjans del segle xii, que des de 1930 es conserva al MNAC, sala 10, catalogada amb el número 15.936. Té una alçada de 85,5 cm i 39,5 cm d'amplada màxima a la base i segueix l'esquema clàssic romànic. Representa la Mare de Déu asseguda en un setial, els muntants laterals del qual són estriats en espiral i acaben en un pinya. La Mare, que duu corona, porta al Fill assegut a la falda, seguint el model hieràtic i simbòlic de servir de tron a la saviesa divina («Sedes Sapientiae»). Malauradament la Verge ha perdut la mà dreta. El Nen, en canvi, conserva les dues: amb la dreta beneeix i amb l'esquerra sosté la bola del món.